# Estación de Ciudad Rodrigo
Ciudad Rodrigo es una estación ferroviaria situada en el municipio español de Ciudad Rodrigo en la provincia de Salamanca, comunidad autónoma de Castilla y León. La estación no presta servicio de viajeros desde el 17 de marzo de 2020.

## Situación ferroviaria
Las instalaciones se encuentran situadas en el punto kilométrico 92,0 de la línea férrea de ancho ibérico Medina del Campo-Vilar Formoso, concretamente en la sección comprendida entre Salamanca y Vilar Formoso. Se halla ubicada entre las estaciones de Sancti-Spíritus y Carpio de Azaba.

## Historia
Aunque la primera locomotora llegó a la estación en septiembre de 1884 con personal encargado de la nueva línea hasta Portugal, no fue abierta al tráfico oficialmente hasta el 25 de mayo de 1886 con la apertura del tramo Salamanca-Vilar Formoso de la línea que pretendía unir Salamanca con la frontera con Portugal. Su construcción fue obra de la Compañía del Ferrocarril de Salamanca a la frontera de Portugal. Dicha empresa se constituyó con el fin de prolongar el ferrocarril desde Salamanca enlazándolo con los ferrocarriles portugueses en Barca de Alba al norte y Vilar Formoso al sur. En 1927, Norte absorbió la compañía impulsora de la línea aunque su gestión apenas duró unos meses ya que en 1928, la estación pasó a depender de la Compañía Nacional de los Ferrocarriles del Oeste de España. Dicha situación se mantuvo hasta que en 1941 Oeste se integró en la recién creada RENFE.
Desde el 31 de diciembre de 2004 Renfe Operadora explota la línea mientras que Adif es la titular de las instalaciones ferroviarias.

## La estación
Se encuentra al norte del municipio. Su edificio para viajeros es una estructura de planta baja y corte funcional que no se corresponde con el originalmente construido. Dispone de dos andenes, uno lateral y otro central, al que acceden cuatro vías.

## Servicios ferroviarios

### Larga Distancia
Ciudad Rodrigo contaba hasta el 17 de marzo de 2020 exclusivamente con servicios de Larga Distancia que se prestaban a través de los trenhotel Lusitania y Surexpreso que unían Lisboa con Madrid y París (vía Hendaya) respectivamente. Ambos trenes realizaban diariamente el recorrido en ambos sentidos.